# 내 친구 호비
《내 친구 호비》(しまじろうのわお! 시마지로 노 와오[*])는 2012년부터 TV 세토우치에서 방송된 일본의 어린이 텔레비전 프로그램이다. 대한민국에서 2016년 9월 26일부터 투니버스에서 방송되었으며, 시즌 3은 2019년 7월 3일부터 방송되었다.

## 등장인물

### 시즌 1
- 고트 박사
- 라무
- 미루
- 베니
- 아빠
- 엄마
- 치루
- 코루
- 페로
- 하나
- 호비

### 시즌 2
- 호비
- 베니
- 페로
- 냥이
- 엄마
- 아빠
- 레오 아저씨
- 쿤다
- 집사 아저씨
- 리처드
- 작가 선생님

## 호비 영화
- 호비와 후후의 대모험: 무지개꽃을 구하라 (2013)
- 호비와 쿠우의 어드벤처 : 고래의 노래 (2014)
- 호비와 엄마나무섬의 비밀 (2015)
- 호비와 동화나라 대모험 (2016)
- 호비와 무지개 오아시스 대모험 (2017)
- 내친구호비 극장판 호비와 매직아일랜드 (2018)

## 같이 보기
- 《모두 착한 아이예요》